# Кейт Гейвуд
Кейт Гейвуд (англ. Kate Haywood, 1 квітня 1987) — британська плавчиня.
Учасниця Олімпійських Ігор 2008, 2012 років.
Призерка Чемпіонату світу з плавання на короткій воді 2008 року.
Чемпіонка Європи з водних видів спорту 2008, 2010 років, призерка 2006 року.
Призерка Чемпіонату Європи з плавання на короткій воді 2004, 2006 років.
Призерка Ігор Співдружності 2002, 2006, 2010 років.